# Pseudomicrocara decipiens
Pseudomicrocara decipiens es una especie de coleóptero de la familia Scirtidae.

## Distribución geográfica
Habita en el sur de Australia.